# Cordeliers (Franse Revolutie)

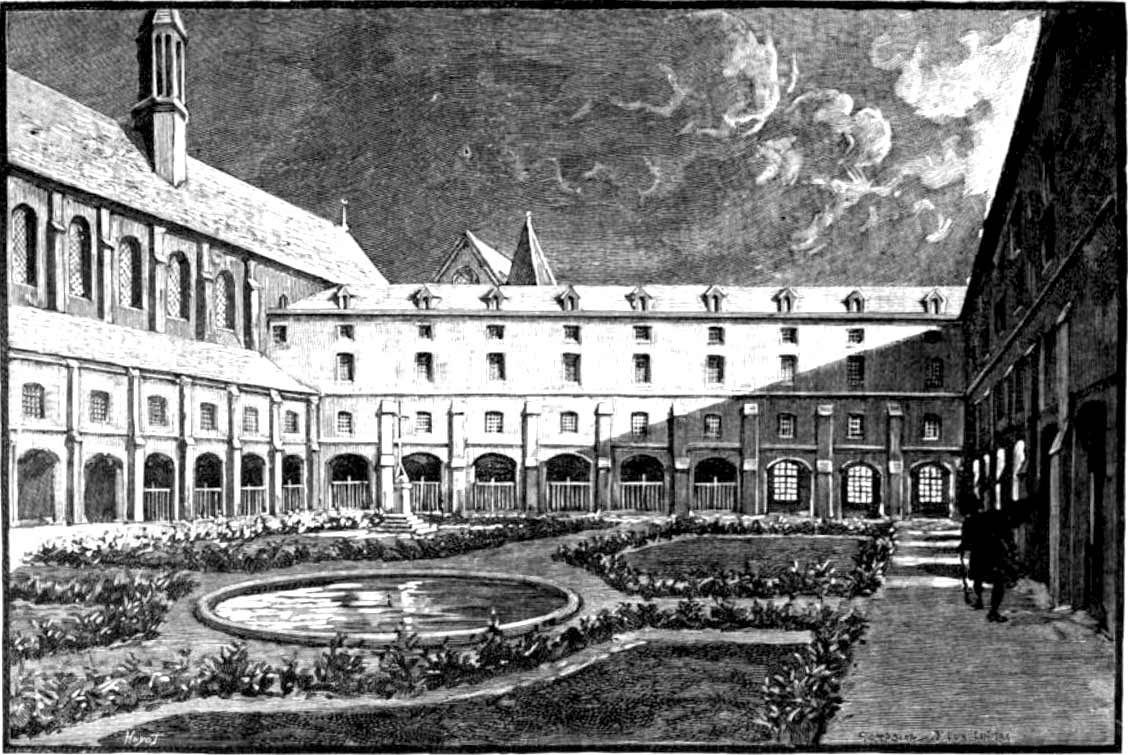
De club des Cordeliers.

De Club des Cordeliers, officieel Société des droits de l'homme et du citoyen geheten ("Maatschappij voor de Rechten van de Mens en de Burger"), was een radicaal gezelschap tijdens Franse Revolutie. De club verspreidde ideeën over vrijheid, gelijkheid en broederschap. Hij zag als taak een toeziend oog op de revolutie te houden en waakzaam te zijn tegen misbruik van macht.
Camille Desmoulins was de oprichter. Tot de overige leiders of leden behoorden Jean-Paul Marat, Georges Danton, Guillaume Brune, Jacques Pierre Brissot, Pierre Choderlos de Laclos, Jacques-René Hébert en François Robert. De cordeliers speelden een belangrijke rol in de verspreiding van de cultus van de Rede.
De club werd op 27 april 1790 opgericht, nadat de zestig Parijse districten waren opgegaan in 48 secties. Anders dan de jakobijnenclubs, die alleen open stonden voor actieve burgers, waren bij de cordeliers alle mannen welkom. Ze konden daardoor de politieke gebeurtenissen op de voet volgen en in zekere zin sturen. De prijs van het lidmaatschap was laag, zodat de werkende stand zich als lid kon aanmelden. Er waren veel buitenlanders actief lid. De leden vergaderden in een middeleeuws klooster dat in 1790 was gesloten. De gebouwen, toebehorend aan de franciscanen (cordeliers), lagen in het 6e arrondissement, ook bekend als het Quartier Latin.
De Club der Cordeliers hield een waakzaam oog op de aristocraten, volgde kritisch diverse regeringsinstanties, voerde acties door middel van enquêtes, intekenlijsten, petities, demonstraties en indien nodig oproeren. De cordeliers vergrootten hun invloed na de oprichting van de Feuillants in juli 1791 en spraken zich al eerder uit voor een republiek. Op 17 juli verzamelden de cordeliers zich op het Champ-de-Mars. Er vielen vijftig doden toen de Nationale Garde ingreep. De Club der Cordeliers werd gesloten.
Ze speelden een belangrijke rol bij de afschaffing van de monarchie in de zomer van 1792. Na de Bestorming van de Tuilerieën viel de club uiteen: de Indulgents (de toegeeflijken) of dantonisten en de meer radicale hébertisten. Deze laatsten waren voor een versterkt schrikbewind, uitbreiding van het systeem van maximumprijzen en voor uiterste oorlogsinspanning. Ze eisten de arrestatie van Camille Desmoulins. In maart 1794 kwam het tot een crisis. Een nieuwe opstand zou nodig zijn. Er is getracht de jacobijnen en de cordeliers te verzoenen. Half maart greep het Comité de salut public in. Op 24 maart is een groot aantal cordeliers naar het schavot gevoerd, waaronder de bankier Johannes Conradus de Kock. Eind maart volgde de arrestatie van Danton, Desmoulins, en Charles Delacroix. Op 5 en 13 april werd nogmaals een groep cordeliers geëxecuteerd.

## Externe bron
- http://www.athene.antenna.nl/ARCHIEF/NR03-Parijs/VRIES%20-%20Wijkvergaderingen.htm